# Je l'ai été trois fois (film)
Pour plus de détails, voir Fiche technique et Distribution.
Je l'ai été trois fois est un film français réalisé par Sacha Guitry, sorti en 1952.

## Synopsis
Jean Renneval, acteur vieillissant mais toujours séducteur, gagne les faveurs de Thérèse Verdier, une spectatrice. Elle lui fixe rendez-vous chez elle, après le dîner, son époux Henri devant partir en voyage. Au dîner, ce dernier raconte à sa femme et à son amie Henriette comment ses deux précédentes épouses l'ont cocufié. Luce avec son sosie Hector et Juliette avec le sultan de Hammanlif. Ayant raté son train, il revient chez lui et trouve l'acteur dans son lit. Renneval, vêtu du costume de cardinal qu'il portait sur scène, convainc l'époux trompé d'accepter ce troisième cocufiage.

## Fiche technique
- Réalisation : Sacha Guitry
- Scénario, adaptation, dialogues : Sacha Guitry (Il reprend le texte de deux de ses comédies Les Desseins de la providence et Mon double et ma moitié)
- Assistant réalisateur : François Gir
- Photographie : Jean Bachelet
- Cadreur : Pierre Bachelet, assisté de Pierre Ribault
- Musique : Louiguy
- Montage : Raymond Lamy
- Son : Fernand Janisse
- Maquillage : Roger Chanteau, assisté de Louis Louc
- Photographe de plateau : Robert Tomatis, Jean Klissak
- Scripte : Odette Lemarchand
- Production : François Chavane, Alain Poiré, Paul Wagner
- Sociétés de production : Gaumont, Cinéphonic
- Directeur de production : André Deroual
- Régisseur général : Jacques Pignier
- Distribution : Gaumont
- Tournage : du 5 mai au 17 mai 1952
- Pays :  France
- Format : Noir et blanc - 1,37:1 - 35 mm - Son mono
- Durée : 81 minutes
- Genre : Comédie
- Dates de sortie en France : 
  - 14 août 1952, casino de Deauville
  - 31 octobre 1952, Paris

## Distribution
- Sacha Guitry : Jean Renneval, l'acteur vieillissant
- Bernard Blier : Henri Verdier, bijoutier - Hector Van Broken, sosie d'Henri
- Lana Marconi : Thérèse Verdier, la troisième femme d'Henri
- Simone Paris : Lucie Verdier, la première épouse d'Henri
- Meg Lemonnier : Henriette Le Havray, l'amie de Thérèse
- Solange Varenne : Juliette Verdier, la seconde épouse d'Henri
- Pauline Carton : Mme Dutiquesnois, l'habilleuse de Jean Renneval
- Ginette Taffin : Julie, une bonne
- Primerose Perret : Andrée, une jeune fille
- Janine Camp : Suzette, une autre jeune fille
- Jacques Eyser : Le sultan de Hammanlif
- Henri Arius : Le docteur Marinier
- Jacques Anquetil : Le liftier
- Sophie Mallet : Zoé, la bonne
- Christine Darbel : L'actrice
- Louis de Funès : L'interprète-secrétaire du sultan de Hammanlif
- Jean Chevrier : Un figurant devant l'hôtel
- Lucien Callamand : un monsieur
- Roger Poirier : Le régisseur et un garde du corps
- Jacques-Henri Stil